# Krosno
Krosno je okresní město nacházející se na jihovýchodě Polska v Podkarpatském vojvodství. Je proslulé zejména výrobou skla a těžbou ropy. Krosno je střediskem regionálního významu. V minulosti bylo Krosno i krajským městem Krosněnského vojvodství (1975–1998). Za druhé světové války se na začátku Karpatsko-dukelské operace nepodařilo sovětským vojskům toto město dobýt, což operaci velmi zkomplikovalo. Ve městě žije přibližně 45 tisíc obyvatel.

## Ekonomika

### Ropný průmysl
Krosno leží v oblasti bohaté na ropu. Již v 16. století se místně využívala ropa prosakující na povrch, která byla nevyčištěná a používala se jako lampový olej. V 19. století zde Ignacy Łukasiewicz, místní farmaceut, začal těžit ropu z ručně vyhloubených studní. Jeho činnost předcházela známému vrtu v Titusville v Pensylvánii, který je obvykle považován za začátek moderní těžby ropy.

### Sklo a křišťál
Krosno je známé také kvalitou sklářských výrobků a křišťálu, které se vyrábějí přímo ve městě a distribuují po celém světě. Historie společnosti Krosno Glass S.A. (dříve Krosno Glassworks) sahá až do roku 1923. Firma zaměstnává téměř 2200 lidí a je největším zaměstnavatelem v regionu. Díky dlouhé tradici výroby skla a významnému vlivu sklářského průmyslu na místní ekonomiku je Krosno často označováno jako „Město skla“.

## Osobnosti
- Władysław Gomułka (1905–1982) – polský komunistický politik
- Kazimierz Lagosz (1888–1961) – polský římskokatolický hodnostář
- August Lewakowski (1833–1891) – rakouský právník a politik, starosta Krosna

## Partnerská města

### Partnerská města
- Edewecht, Německo
- Øygarden (do roku 2019 Fjell), Norsko[3]
- Gualdo Tadino, Itálie
- Marl, Německo
- Sárospatak, Maďarsko
- Užhorod, Ukrajina
- Uherské Hradiště, Česká republika
- Zalaegerszeg, Maďarsko

### Bývalá partnerská města
- Sátoraljaújhely, Maďarsko[4]

### Přátelská města
- Bardejov, Slovensko
- Košice, Slovensko
- Svidník, Slovensko
- Tokaj, Maďarsko
- Creil, Francie